# Allée couverte de l'usine Vivez
L'allée couverte de l'usine Vivez était une allée couverte située sur le territoire de la commune d'Argenteuil dans le département du Val-d'Oise. L'édifice fut détruit et une grande partie des ossements et de l'abondant matériel archéologique recueilli lors des fouilles fut perdu par la suite.

## Historique
L'édifice a été découvert en août 1946 lors des travaux d'agrandissement de l'Usine Vivez située à l'intersection des rues des Charretiers et de la Voie des Bancs à Argenteuil. Grâce au soutien de la société Vivez, des fouilles, dirigées par l'abbé Lassailly puis par Jacques Mauduit y sont entreprises pendant trois mois. Un projet de reconstruction de l'allée dans le jardin du Musée d'Argenteuil fut un temps envisagé mais il n’aboutira pas, une partie des pierres déposées en attente de la reconstruction ayant disparu entretemps. 

## Description
L'allée couverte a été édifiée à 170 m de la rive droite de la Seine qu'elle dominait  d'environ 15 m. Elle était orientée selon un axe nord-sud, avec une entrée présumée au sud. Toutes les dalles étaient en grès de Fontainebleau selon Lassailly, dont le gisement le plus proche est situé Cormeilles-en-Parisis distant de 5 km, ou en grès d'origine locale selon Peek.
Elle comportait à son extrémité nord une petite chambre d'environ 0,50 m de profondeur) sur 2,10 m de largeur. Cette chambre était délimitée au nord, par une grande dalle de chevet (2,95 m de large, 1,50 m de hauteur et 0,50 m à 0,60 m d'épaisseur), côté est, par un mur en pierres sèches, côté est, par de grandes pierres posées sur chant, et côté sud, par une seconde dalle qui reposait à ses deux extrémités sur des murettes en pierres sèches laissant au centre une ouverture ovale (1 m de large sur 0,50 m de hauteur) permettant de communiquer avec le reste de l'allée. La chambre était recouverte d'une unique table de couverture retirée et détruite lors de travaux précédents en 1943. 
Le reste de l'allée se poursuivait sur environ 20 m de long pour une largeur comprise entre 2,05 m et 2,30 m. Les parois étaient constituées sur environ 1 m de hauteur par des murets en pierres sèches. Le sol de l'allée était dallé de plaquettes (0,20 m à 0,30 m de large) en calcaire. Aucune table de couverture n'est connue pour cette partie de l'allée. Peut-être était-elle couverte d'une structure en bois. 
L'entrée supposée était délimitée par trois grosses pierres reposant au sol à environ 15 m de la dalle de chevet. La plus grande (3 m de long sur 2,75 m de large et 0,60 m d'épaisseur), de forme triangulaire, comportait une gravure sur le côté, dans laquelle l'abbé Breuil pense avoir reconnu un sein.

## Matériel archéologique
L'allée couverte aurait contenu près de trois cents sépultures. La petite chambre contenait deux squelettes, un crâne masculin, un vase intact près de l'ouverture, plusieurs centaines de rondelles percées, des pendeloques, des outils en os et en pierre et plusieurs traces de foyers avec des charbons et des os calcinés dans l'angle nord-ouest. Le reste de l'allée comportait une couche archéologique de 0,20 m à 0,25 m d'épaisseur recouverte par un second dallage. Cette couche se composait d'un mélange compact constitué d'un grand nombre d'ossements humains brisés entassés sans ordre, d'un abondant mobilier funéraire (outils et objets de parure en pierre, os et coquillage, une trentaine d'incisives de cheval perforées, fragments de céramiques diverses) et de terre. Parmi les ossements plusieurs crânes étaient entourés de nombreuses coquilles de petits escargots. Trois fragments de crâne comportaient des traces de trépanation.
Il n'y a pas eu d'incinération mais plusieurs foyers ont été découverts dans la tombe.
Bien que transportés au Musée de l'Homme après la fouille, la plus grande partie des ossements et une partie du mobilier furent perdus ou détruits par la suite. L'ensemble a été assimilé à la culture Seine-Oise-Marne.